# Tanaoa distinctus
Tanaoa distinctus är en kräftdjursart som först beskrevs av Rathbun 1893.  Tanaoa distinctus ingår i släktet Tanaoa och familjen Leucosiidae. Inga underarter finns listade i Catalogue of Life.